# Ángel (canção)
"Ángel" é uma canção da artista musical mexicana, Belinda, gravado para o seu álbum de estréia de mesmo nome. A canção foi lançada como terceiro single do álbum em 21 de maio de 2004 através da Sony Music Entertainment.
A canção foi um enorme sucesso no México e um sucesso internacional para Belinda. A canção ficou em #1 no México durante 6 semanas e entrou no top 5 da, Venezuela, Argentina, Chile, Uruguai, Peru, Equador e Colômbia, além da, América Central.

## Lista de faixas
| Download digital |         |                                                    |         |  |
| N.º              | Título  | Compositor(es)                                     | Duração |  |
| 1.               | "Ángel" | Belinda, Graeme Pleeth, Shellie Poole, Mauri Stern | 3:42    |  |

## Desempenho nas tabelas musicais

### Posições
| Parada musical (2012)   | Melhor posição |
| ----------------------- | -------------- |
| Chile – IFPI Chile      | 2              |
| México – Top 100 México | 1              |